# Tinko Banabakow
Tinko Rosenow Banabakow (* 22. April 1994 in Weliko Tarnowo) ist ein bulgarischer Boxer.

## Karriere
Der 1,68 m große Linksausleger begann 2009 mit dem Boxsport und wurde bereits 2011 und 2012 bulgarischer Jugendmeister, zudem gewann er eine Bronzemedaille beim Ahmet Cömert Tournament 2012 nach Halbfinalniederlage gegen Murodjon Ahmadaliyev. Ebenfalls 2012 nahm er an den Jugend-Weltmeisterschaften in Armenien teil und erreichte Platz 11.
Bei den Europameisterschaften 2013 unterlag er im ersten Kampf gegen Manuel Cappai, gewann jedoch eine Bronzemedaille bei den World Combat Games 2013 in Russland. 2013 und 2014 sicherte er sich jeweils den Turniersieg beim Golden Gong Tournament in Mazedonien.
2015 nahm er an den Europaspielen in Aserbaidschan teil, wo er gegen Brendan Irvine auf Rang 10 ausschied. Die Europameisterschaften 2015 beendete er hingegen mit einer Bronzemedaille nach Halbfinalniederlage gegen Wassili Jegorow. Er war damit für die Weltmeisterschaften 2015 in Katar qualifiziert, wo er im Achtelfinale gegen Dawid Jagodziński unterlag.
2016 versuchte er sich für die Olympischen Spiele zu qualifizieren, scheiterte jedoch bei den Ausscheidungskämpfen in Samsun und Baku an Artur Howhannisjan bzw. Leandro Blanc.
Im Februar 2017 gewann er das Strandja Memorial Tournament in Bulgarien mit Siegen gegen die Starter aus Türkei, Ukraine, Indien und England. Bei den Europameisterschaften 2017 schied er gegen Samuel Carmona aus. Bei den EU-Meisterschaften 2018 in Spanien besiegte er Conor Quinn und Tarik Ibrahim, ehe er mit einer Bronzemedaille im Halbfinale gegen Will Cawley ausschied.
Bei den Europaspielen 2019 schied er gegen Federico Serra aus.